# Бєлік-Золотарьова Наталія Андріївна
Наталія Андріївна Бєлік-Золотарьова (нар. 1 грудня 1957, Крисине, Богодухівський район, Харківська область) — українська хорова диригентка, педагогиня, заслужена діячка мистецтв України (2002), кандидатка мистецтвознавства (2011), професорка (2004), лауреатка муніципальної премії імені І. Слатіна (2004) та рейтингу «Людина року — 2004».

## Життєпис
Народилася 1 грудня 1957 року в селі Крисине Богодухівського району Харківської області. 
У 1976 році закінчила Харківську середню спеціальну музичну школу-інтернат. Згодом, у 1981 році, закінчила навчання в Харківському інституті мистецтв імені І. П. Котляревського в класі заслуженої діячки мистецтв України, кандидатки мистецтвознавства, професорки А. А. Мірошникової. У 1984 році закінчила асистентуру-стажування Київської державної консерваторії імені П. І. Чайковського в класі Героя України, народного артиста України, професора Л. М. Венедиктова. 
Від 1976 року працювала  як викладач співів та керівник дитячого хору в середній школі села Подвірки Дергачівського району Харківської області. Протягом 1978—1979 років працювала керівником хору Харківського механічного технікуму, дитячого хорового колективу Харківської середньої спеціальної музичної школи-інтернату (1981—1982), хормейстером Харківського камерного хору (1980—1982).  
Від 1981 року працює в стінах Харківського національного університету мистецтв імені І. П. Котляревського як асистент, від 1984 року — як старший викладач і хормейстер оперної студії, з 1986 року — головний хормейстер, також хормейстер хору студентів диригентсько-хорового факультету (1989—1990), від 1994 року — доцент кафедри хорового диригування. Протягом 2000—2005 років — декан вокально-хорового факультету, з 2004 року — професорка, працює на кафедрах хорового диригування, сольного співу та оперної підготовки. 
У 2002 році отримала почесне звання «Заслужений діяч мистецтв України», у 2011 році захистила кандидатську дисертацію «Оперно-хорова творчість українських композиторів другої половини ХХ століття: шляхи розвитку». З хором оперної студії (1981—2009, вз 2012) здійснила постановку хорових сцен у понад 30 операх, зокрема: «Запорожець за Дунаєм» П. Гулака-Артемовського, «Утоплена» М. Лисенка,«Наталка-Полтавка» О. Щетинського, «Дідона та Еней» Г. Перселла, «Весілля Фігаро», «Чарівна флейта» В. Моцарта, «Травіата» Дж. Верді, «Продана наречена» Б. Сметани, «Євгеній Онєгін» П. Чайковського, «Царева наречена» М. Римського-Корсакова, «Франческа да Ріміні» С. Рахманінова, «Любов до трьох помаранчів» С. Прокоф'єва та інших.  
За часів її керування хор оперної студії вперше в Харкові виконав такі твори, як «Requiem» А. Сальєрі, «Te Deum» А. Брукнера, «Сarmina Burana» K. Орфа, «Ромео і Джульєтта» Г. Берліоза, ХІІІ симфонію «Бабин яр» Д. Шостаковича (уперше з оригінальним повним текстом Є. Євтушенка), кантату «Дробицький яр» О. Литвинова; здійснив національну прем'єру «Українського реквієму» В. Птушкіна, виконав хорові мініатюри О. Архангельського, М. Вербицького, В. Стеценка. Також хор брав участь у виконанні таких масштабних полотен як «Requiem» Дж. Верді, ІХ симфонія Л. Бетховена, представив слухачам численні хорові композиції a cappella духовного і світського спрямування. 
Під орудою Н. А. Бєлік хор оперної студії брав участь у міжнародних та всеукраїнських фестивалях: «Хорові асамблеї» (1995, 2003, 2014, 2019), фестиваль православної хорової музики «До 250-річчя від дня народження Д. Бортнянського» (2001), «Полтавська ліра» (2004), «С. Рахманінов та українська культура» (2006) та інших; у постановці опери «Весілля Фігаро» В. А. Моцарта й гастролях в Іспанії (2003, у співпраці з Молодіжним академічним симфонічним оркестром «Слобожанський»). 
У 2001 році була призначена хормейстером концертів-звітів  майстрів мистецтв і художніх колективів харківської області «Симфонія землі Слобожанської» та «Харків — моя любов» (2004) у Києві; на честь 15-річчя харківського архієрейського собору зведений хор харківських колективів виконав під її керуванням духовний концерт В. Зінов'єва «З нами Бог» (2007).  

## Відомі учні
Серед випускників класу Бєлік-Золотарьової — народна артистка України М. А. Гончаренко, заслужена діячка мистецтв України О. Є. Чумак, докторка мистецтвознавства, професорка О. М. Батовська, докторка педагогічних наук, професорка В. В. Тушева, доцентки, кандидатки мистецтвознавства О. М. Полтавцева, Ю. М. Іванова, І. В. Вербицька, О. В. Халєєва, О. Л. Заверуха, кандидатка мистецтвознавства, хормейстерка оперної студії Т. П. Сухомлінова, лауреатки й дипломантки всеукраїнських конкурсів Д. С. Козик, О. С. Бабенко, керівники численних хорових колективів та інших. 
Серед учнів — Ю. Іванова, О. Рева, Т. Карпова, О. Дурфєєва, Ю. Косарев, Л. Сіденко, О. Старикова.

## Науковий доробок
Є авторкою понад 50 наукових і науково-методичних публікацій, серед яких:
- Виконавське трактування фантастичних образів опери М. Леонтовича "На русалчин Великдень" [Електронний ресурс] / Н. А. Бєлік-Золотарьова // Музикознавча думка Дніпропетровщини. - 2022. - Вип. 22. - С. 253-265.
- В'ячеслав Палкін: шлях до професійної вершини. Аспекти історичного музикознавства. Харків, 2021. С. 125 – 143. Вип. XXIII.

- Диригування. Програма для музичних вузів з фаху «Хорове диригування». Київ, 1996. 42 с[2].
- Дія та протидія в хоровій драматургії опери М. Скорика "Мойсей" [Електронний ресурс] / Н. А. Бєлік-Золотарьова. // Таврійські студії. Мистецтвознавство. - 2013. - № 4.
- Жанрові риси новели в часопросторі хоровихсцен опери Г. Майбороди "Тарас Шевченко" [Електронний ресурс] / Н. Бєлік-Золотарьова // Проблеми взаємодії мистецтва, педагогіки та теорії і практики освіти. - 2012. - Вип. 36. - С. 297-308.
- Майстри Харківської диригентськохорової школи (До 90-річчя Харківського державного університету мистецтв ім. І. П. Котляревського) [Електронний ресурс] / Н. Бєлік-Золотарьова // Актуальні проблеми мистецької практики і мистецтвознавчої науки. - 2008. - Вип. 1. - С. 117-122.
- Оперно-хорова творчість українських композиторів 80-90-х років ХХ ст.: навч. посіб. Харків, 2003. 208 с.
- Оперно-хорова творчість як категорія сучасного вітчизняного хорознавства. Традиції та новації у вищій архітектурно-художній освіті. Харків, 2010 Вип.3. С. 11-17.
- Періодизація оперно-хорової творчості українських композиторів другої половини 20-го ст. [Електронний ресурс] / Н. А. Бєлік-Золотарьова // Культура України. Cерія : Мистецтвознавство. - 2017. - Вип. 56. - С. 8-18.
- Перетини реального та ірреального в хоровій драматургії опери В. Губаренка «Вій». Часопис Нац. муз. акад. України ім. П.І. Чайковського.Київ.2014. №2. С. 34-41.
- Хорова драматургія опери К. Данькевича "Богдан Хмельницький": аналіз post factum [Електронний ресурс] / Н. Бєлік-Золотарьова // Музичне мистецтво і культура. Науковий вісник ОДМА імені А. В. Нежданової. - 2012. - Вип. 15. - С. 202-212.
- Хорова драматургія опери «Катерина» М. Аркаса. Музикознавча думка Дніпропетровщини. Вип. 18 (1, 2020). Дніпро, ГРАНІ, 2020. С. 26 – 39.
- Хорова драматургія опери О. Рудянського "Шлях Тараса": символіка часопростору [Електронний ресурс] / Н. А. Бєлік-Золотарьова // Аспекти історичного музикознавства. - 2019. - Вип. 18. - С. 25-39.
- Хорові сцени опери Г. Майбороди "Ярослав Мудрий" як відображення теми "народ і влада" [Електронний ресурс] / Н. А. Бєлік-Золотарьова // Проблеми взаємодії мистецтва, педагогіки та теорії і практики освіти. - 2015. - Вип. 43. - С. 144-153.
- Хорові сцени опери «Сулейман і Роксолана» О. Костіна як художній універсум. Проблеми взаємодії мистецтва, педагогіки та теорії і практики освіти: зб. наук. пр. Харків, 2009. Вип. 25. С. 247-257[5].